# Johannes Staune-Mittet
Johannes Staune-Mittet (* 18. ledna 2002) je norský profesionální silniční cyklista jezdící za UCI WorldTeam Visma–Lease a Bike.

## Hlavní výsledky
2019
Národní šampionát
 vítěz časovky juniorů
4. místo silniční závod juniorů
Tour Te Fjells
 celkový vítěz
vítěz etap 2 a 3
Grand Prix Rüebliland
8. místo celkově
Tour du Pays de Vaud
9. místo celkově
2020
Národní šampionát
2. místo časovka juniorů
2021
Tour Alsace
vítěz prologu (TTT)
Ronde de l'Isard
4. místo celkově
vítěz 3. etapy
Tour of Małopolska
4. místo celkově
 vítěz soutěže mladých jezdců
10. místo Trofeo Piva
10. místo Lutych–Bastogne–Lutych Espoirs
2022
Ronde de l'Isard
 celkový vítěz
 vítěz soutěže mladých jezdců
vítěz etap 1 a 2a (TTT)
vítěz GP Vorarlberg
Národní šampionát
2. místo silniční závod do 23 let
Tour de l'Avenir
2. místo celkově
Oberösterreich Rundfahrt
3. místo celkově
 vítěz soutěže mladých jezdců
3. místo G.P. Palio del Recioto
Sazka Tour
5. místo celkově
 vítěz soutěže mladých jezdců
Alpes Isère Tour
5. místo celkově
6. místo Lutych–Bastogne–Lutych Espoirs
Istrian Spring Trophy
10. místo celkově
2023
Giro Next Gen
 celkový vítěz
 vítěz vrchařské soutěže
vítěz 4. etapy
vítěz Giro del Belvedere
Czech Tour
vítěz 3. etapy
5. místo G.P. Palio del Recioto